# 松平定盛
松平 定盛（まつだいら さだもり）は、江戸時代前期の伊予国松山藩の世嗣。官位は従五位下・紀伊守、主計頭。

## 略歴
2代藩主・松平定頼の長男として誕生し、慶安2年（1649年）に徳川家光に拝謁する。明暦元年（1655年）叙任するが、寛文2（1662年）に父の死と前後して廃嫡された。代わって、弟の定長が遺領を継いだ。
延宝2年（1674年）、37歳で没した。